# Aylin Daşdelen
Aylin Daşdelen, née le 1er janvier 1982 est une haltérophile turque.

## Palmarès

### Haltérophilie aux Jeux olympiques
- Haltérophilie aux Jeux olympiques d'été de 2004 à Athènes
  - 4e en moins de 58 kg.

### Championnats du monde d'haltérophilie
- Championnats du monde d'haltérophilie 2011 à Paris
  -  Médaille d'argent en moins de 53 kg.
- Championnats du monde d'haltérophilie 2010 à Antalya
  -  Médaille d'argent en moins de 53 kg.
- Championnats du monde d'haltérophilie 2003 à Vancouver
  -  Médaille de bronze en moins de 58 kg.

### Championnats d'Europe d'haltérophilie
- Championnats d'Europe d'haltérophilie 2012 à Antalya
  -  Médaille d'or en moins de 53 kg.
- Championnats d'Europe d'haltérophilie 2011 à Kazan
  -  Médaille d'or en moins de 53 kg.
- Championnats d'Europe d'haltérophilie 2010 à Minsk
  -  Médaille d'or en moins de 53 kg.
- Championnats d'Europe d'haltérophilie 2009 à Bucarest
  -  Médaille d'argent en moins de 53 kg.
- Championnats d'Europe d'haltérophilie 2004 à Kiev
  -  Médaille d'argent en moins de 58 kg.
- Championnats d'Europe d'haltérophilie 2003 à Loutraki
  -  Médaille d'or en moins de 58 kg.
- Championnats d'Europe d'haltérophilie 2002 à Antalya
  -  Médaille d'or en moins de 53 kg.

### Jeux méditerranéens
- Haltérophilie aux Jeux méditerranéens de 2009 à Pescara
  -  Médaille d'argent à l'arraché, en moins de 58 kg.
  -  Médaille d'or à l'épaulé-jeté, en moins de 58 kg.